# Trichodiadema peersii
Trichodiadema peersii är en isörtsväxtart som beskrevs av L. Bol. Trichodiadema peersii ingår i släktet Trichodiadema och familjen isörtsväxter. Inga underarter finns listade i Catalogue of Life.

## Bildgalleri

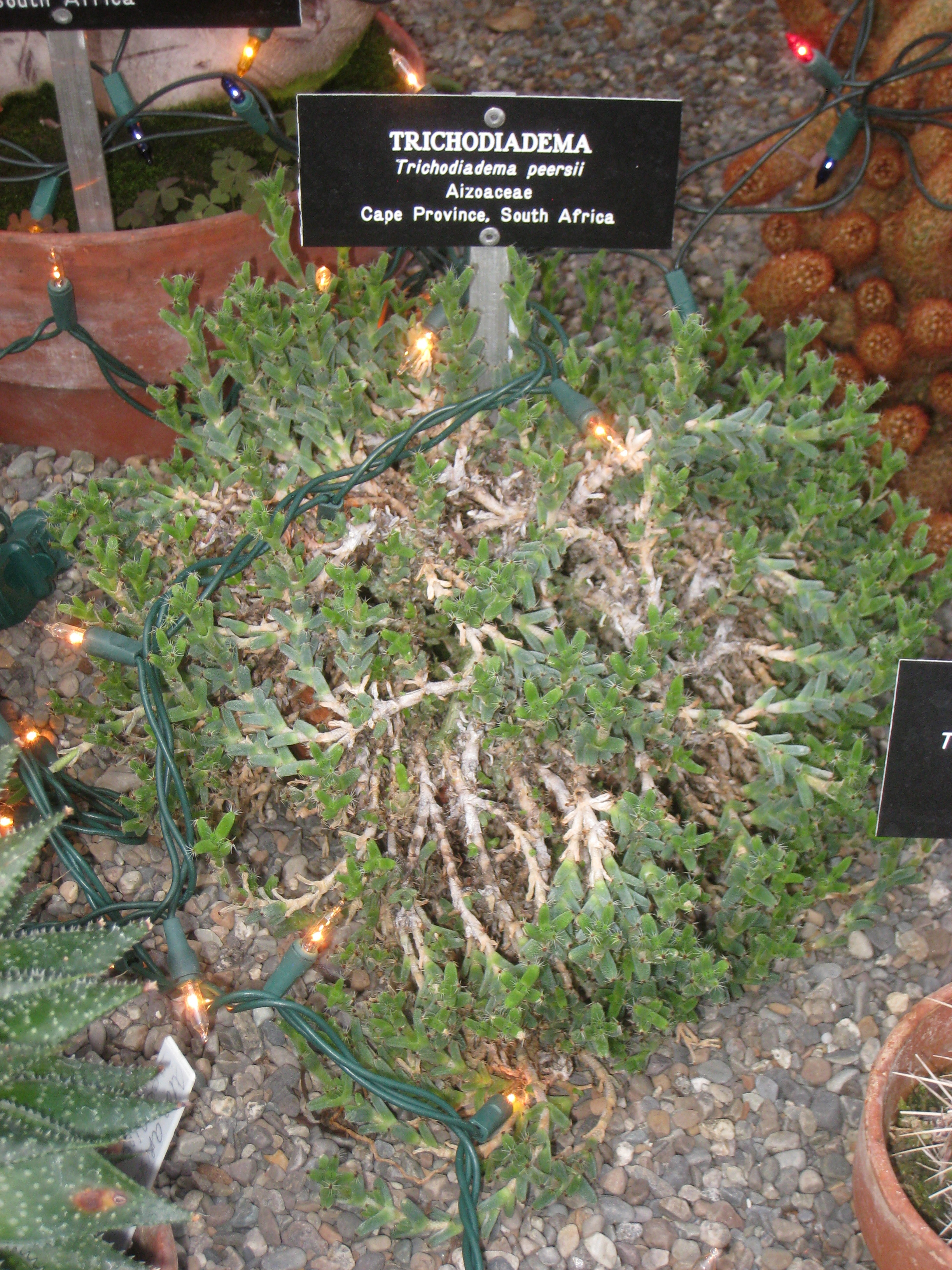